# Ліван на літніх Олімпійських іграх 2012
Ліван на літніх Олімпійських іграх 2012 представляли 10 спортсменів у 7 видах спорту:
- Легка атлетика
- Фехтування
- Дзюдо
- Стрільба
- Плавання
- Настільний теніс
- Тхеквондо

Представники Лівану не завоювали жодної медалі.